# Olivier Pla
Olivier Pla, född 22 oktober 1981 i Toulouse, är en fransk racerförare.

## Racingkarriär
Pla körde formelbilsracing i början av 2000-talet, bland annat Formula 3 Euro Series och GP2 Series. 2008 bytte han till sportvagnsracing och Le Mans Series där han vann LMP2-klassen 2009.